# 田阜乡
田阜乡是中国陕西省咸阳市兴平市下辖的一个乡。

## 行政区划
田阜乡下辖以下行政区：
段家村、新丰村、小寨村、陈南村、陈皮村、马坊村、侯村、湾里村、川流村、三田村、马南村、马北村